# Cait O’Riordan
Cait O'Riordan (Lagos, 1965. január 4. –) brit zenész, a The Pogues volt basszusgitárosa.

## Ifjúsága
Caitlin „Cait” O'Riordan ír és skót szülők gyermekeként született Nigériában. Édesapja, Martin O'Riordan egy olajvállalat alkalmazottja volt. Családja két évvel születése után, 1967-ben, a biafrai háború elől menekülve költözött Londonba.
Apja ezután is sokat utazott, csak ritkán volt otthon. O'Riordant és három testvérét, Martint, Clare-t és Murray-t anyjuk szinte egyedül nevelte fel. O'Riordan 16 évesen elköltözött otthonról. Viszonya családjával megromlott, később csak öccsével, Murray-vel tartotta a kapcsolatot, édesanyjával 1990-ben találkozott utoljára.

## Pályafutása
O'Riordan 14 éves korában hallotta a The Nips nevű punkegyüttes Gabriella című számát, majd elment a Rock Off lemezboltba, hogy megvegye a kislemezt. Ott ismerkedett meg Shane MacGowannel, a Nips énekes-gitárosával, aki eladóként dolgozott az üzletben. Három évvel később MacGowan felkérte, hogy legyen újonnan alakult, az ír népzenét a punkkal és a rockkal elegyítő Pogue Mahone, a későbbi Pogues basszusgitárosa. O'Riordan a korai kislemezek mellett két Pogues-albumon, a Red Roses for Me–n és a Rum, Sodomy and the Lash-en működött közre.
O'Riordan a Pogues mellett énekelt a Pride Of The Crossban is. Egy kislemezt vettek fel, a Tommy's Blue Valentine-t, egyfajta tisztelgést Tom Waits előtt. Az együttes hamarosan felbomlott, mert O'Riordannek nem volt rá elég ideje a Pogues mellett.
1986. május 17-én feleségül ment Elvis Costellóhoz. Ebben az évben több koncertet is kihagyott az együttes amerikai túráján. Végül kilépett a Poguesból, hogy elkísérhesse férjét saját koncertkörútjára. O'Riordan több számot írt Costellóval férje lemezeire, és koncertjein is fellépett. 2002-ben elváltak, ezután szakmai együttműködésük is megszakadt.
2008 tavaszában jelent meg új együttese, a Prenup Hell to Pay című lemeze.

## Film
Catie O'Riordan játszotta Slim McMahont, a táncosnőt Alex Cox 1987-es Straight to Hell című filmjében. Dalai számos más filmben hangzottak el, köztük A nagy Lebowskiban.

## Alkoholfüggőség
Cait O'Riordan súlyos alkohol- és pszichés problémákkal küzdött. 2003-ban lesoványodva, alkoholproblémákkal, depresszióval utalták kórházba. Egy 2008-ban adott interjúban azt mondta, hogy 2007. február 14-én, Valentin napon ivott utoljára.

## Érdekesség
- A Pogues 1988-as If I Should Fall From Grace With God lemezének Fiesta című számában Cait O'Riordanről és Elvis Costellóról is énekelnek.[7][8]